# Bất đẳng thức hoán vị
Trong toán học, bất đẳng thức hoán vị là:
Cho hai dãy số thực ({\displaystyle x_{n}}),({\displaystyle y_{n}}),(n∈N) thỏa mãn:
{\displaystyle x_{1}\geq x_{2}\geq \cdots \geq x_{n}}
và
{\displaystyle y_{1}\geq y_{2}\geq \cdots \geq y_{n}}
Với mỗi hoán vị ({\displaystyle z_{1},z_{2},...,z_{n}}) của ({\displaystyle x_{1},x_{2},...,x_{n}}) ta có:
{\displaystyle x_{1}y_{1}+x_{2}y_{2}+...+x_{n}y_{n}\geq z_{1}y_{1}+z_{2}y_{2}+...+z_{n}y_{n}\geq x_{n}y_{1}+x_{n-1}y_{2}+...+x_{1}y_{n}}
Đẳng thức xảy ra khi một trong 2 dãy là "dừng", hoặc ({\displaystyle z_{1},z_{2},...,z_{n}}) đồng bậc với ({\displaystyle x_{1},x_{2},...,x_{n}}) hoặc ({\displaystyle x_{n},...,x_{2},x_{1}})
Hệ quả: Cho dãy số thực ({\displaystyle x_{n}}),(n∈N) và ({\displaystyle z_{1},z_{2},...,z_{n}}) là một hoán vị của ({\displaystyle x_{1},x_{2},...,x_{n}}), ta có:
1/ {\displaystyle {x_{1}}^{2}+{x_{2}}^{2}+...+{x_{n}}^{2}\geq x_{1}z_{1}+x_{2}z_{2}+...+x_{n}z_{n}}
2/ {\displaystyle {\frac {z_{1}}{x_{1}}}+{\frac {z_{2}}{x_{2}}}+...+{\frac {z_{n}}{x_{n}}}\geq n}

## Chứng minh
Bất đẳng thức đã cho tương đương với:
{\displaystyle y_{1}(x_{1}-z_{1})+y_{2}(x_{2}-z_{2})+y_{3}(x_{3}-z_{3})+...+y_{n}(x_{n}-z_{n})\geq 0}.
Theo khai triển Abel ta có:
{\displaystyle y_{1}(x_{1}-z_{1})+y_{2}(x_{2}-z_{2})+y_{3}(x_{3}-z_{3})+...+y_{n}(x_{n}-z_{n})}{\displaystyle =(y_{1}-y_{2})(x_{1}-z_{1})+(y_{2}-y_{3})(x_{1}+x_{2}-z_{1}-z_{2})+(y_{3}-y_{4})(x_{1}+x_{2}+x_{3}-z_{1}-z_{2}-z_{3})}{\displaystyle +...+(y_{n-1}-y_{n})(x_{1}+x_{2}+...+x_{n-1}-z_{1}-z_{2}-...-z_{n-1})+y_{n}(x_{1}+x_{2}+...+x_{n}-z_{1}-z_{2}-...-z_{n})}.
Do {\displaystyle x_{1}\geq x_{2}\geq ...\geq x_{n}} và {\displaystyle y_{1}\geq y_{2}\geq ...\geq y_{n}} nên tổng trên luôn lớn hơn hoặc bằng 0. Bất đẳng thức đã cho được chứng minh.